# لوئیز آلبرتو دا سیلوا اولیویرا
لوئیز آلبرتو دا سیلوا اولیویرا (به پرتغالی: Luiz Alberto da Silva Oliveira) مدافع اهل برزیل است که در شهر ریودو ژانیرو و در تاریخ ۱ دسامبر ۱۹۷۷ به دنیا آمده‌است.
لوئیز آلبرتو دا سیلوا اولیویرا در تیم‌های فوتبال فلامینگو، سن‌اتین ، رئال سوسیداد، باشگاه ورزشی اینترناسیونال، اتلتیکو مینیرو، سانتوس، Fluminense سابقهٔ حضور دارد.